# Sunderland Association Football Club 2016-2017
Questa voce raccoglie le informazioni riguardanti il Sunderland Association Football Club nelle competizioni ufficiali della stagione 2016-2017.